# Dermographe

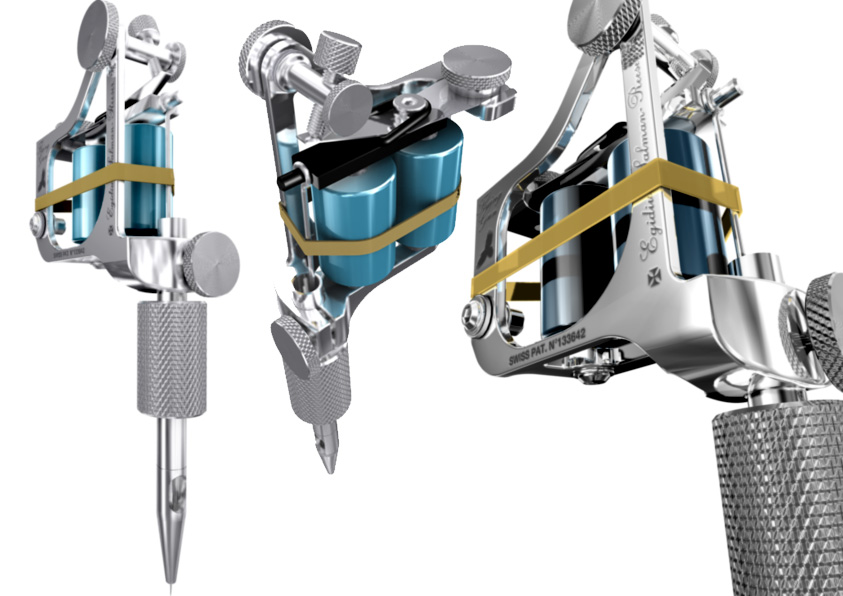
Système classique à deux bobines.

Un dermographe est un appareil manuel utilisé pour la confection de tatouages.

## Fonctionnement
Le dermographe est composé d'aiguilles attachées à une barre d'armature avec un canon électrique. Lorsqu'il est enclenché, les pointes se déplacent rapidement de haut en bas et l'action des aiguilles permet l'insertion de l'encre sous la couche la plus haute de l'épiderme. 
Il fonctionne de manière électromagnétique ou rotatif

### Fonctionnement électromagnétique
Des bobines électromagnétiques sont utilisées pour déplacer la barre. L’alimentation se fait en courant continu régulé et câblé, et envoie une impulsion électrique à travers des bobines de cuivre enroulées autour d'aimants opposés.
Ces appareils sont généralement réglés pour une seule fonction, comme l'ombrage ou l'encrage.

### Fonctionnement rotatif

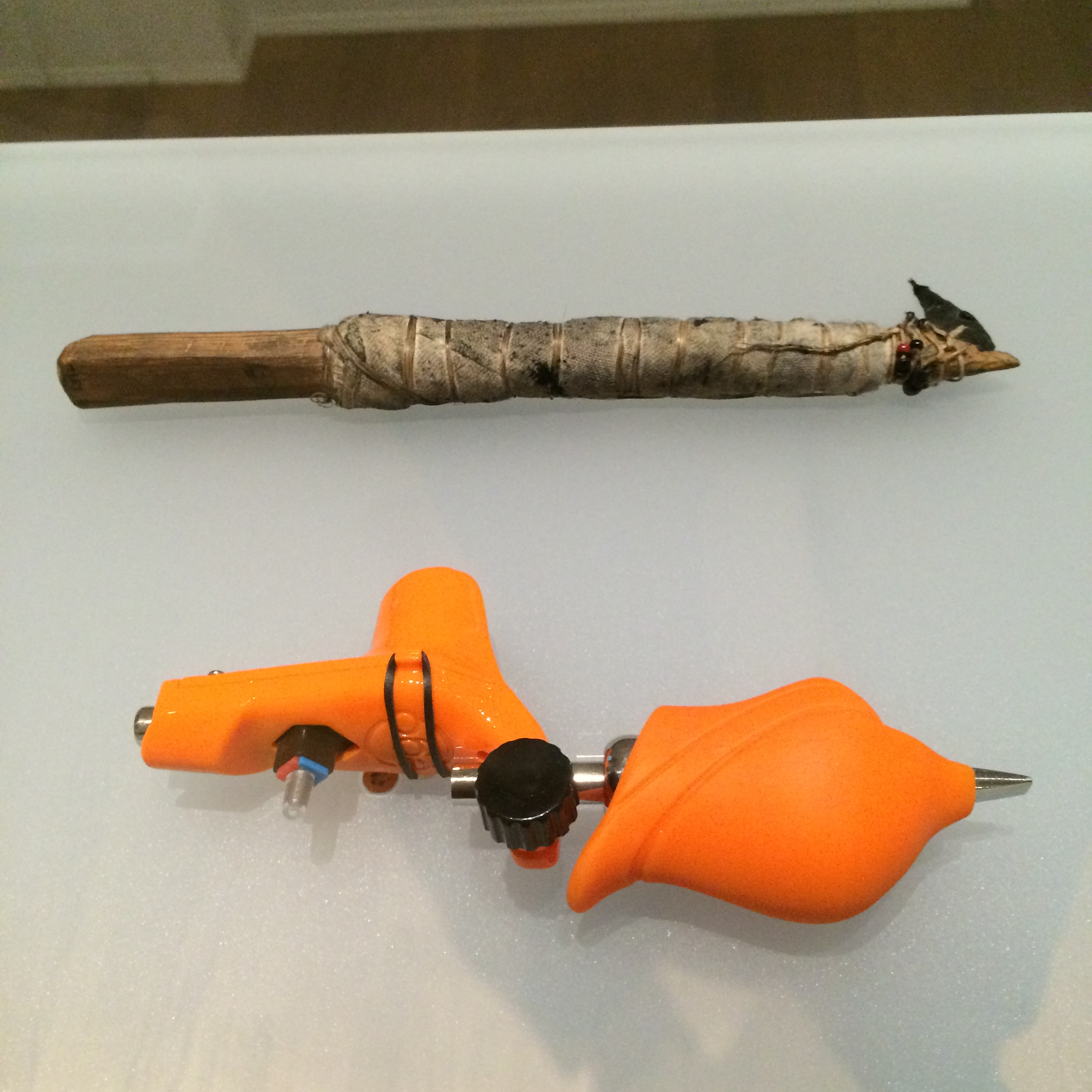
Instruments anciens et modernes exposés au Musée des Arts et Métiers de Hambourg.

Les dermographes rotatifs fonctionnent avec des moteurs régulés et alimentés par un bloc d'alimentation RC externe câblé ou par une batterie sans fil attachée à la machine.
Il en existe de nombreux types, certaines ressemblant à des machines à bobines et d'autres à des stylos.
Les machines rotatives sont multifonctionnelles et acceptent toutes les tailles et tous les types d'aiguilles ou de cartouches.
L’appareil de base est pratiquement inchangée depuis son invention, bien que des variantes aient été proposées sur le marché, notamment la machine rotative de Manfred Kohrs de 1978 ou la machine pneumatique de Carson Hill qui utilise de l'air comprimé plutôt que de l'électricité, mais dont le principe reste le même.

## Historique
Le prédécesseur du dermographe était un stylo électrique conçu par Thomas Edison en 1876. Il était utilisé comme duplicateur, mais en 1891, le tatoueur Samuel O'Reilly le modifie pour introduise l’encre sous la peau. Il brevète ensuite un système de tube et d’aiguilles alimentés par un réservoir d’encre. Elle fonctionnait sur le même principe rotatif qui le stylo d’Edison.
La première machine basée sur un fonctionnement électromagnétique était à bobine unique. Elle est brevetée par Thomas Riley, vingt jours seulement après O'Reilly. Pour sa machine, Riley a placé une sonnette de porte modifiée dans une boîte en laiton. La configuration moderne à deux bobines a été brevetée par Alfred Charles South. En raison de son poids, un ressort était souvent fixé au sommet de la machine et au plafond pour soulager la main du tatoueur. 
En 1978, le tatoueur Manfred Kohrs présente un nouveau modèle de dermographe rotatif. Son fonctionnement est similaire à celui de la machine d’O'Reilly, nais c’est un moteur électrique à courant continu qui entraîne les aiguilles, plutôt que des aimants électrifiés. Cette version est plus légère, plus silencieuse et plus portable. Elle permet également aux artistes d'avoir une meilleure maîtrise de leur travail, tout en réduisant les crampes aux mains et aux doigts,,.
La plupart des dermographes modernes permettent un meilleur contrôle de la profondeur, de la vitesse et la force d'application de l'aiguille. Ces progrès en matière de précision ont également donné naissance à un style de tatouage facial appelé maquillage permanent, permettant l'ajout ou la suppression de taches de rousseur, de grains de beauté et de cicatrices. 

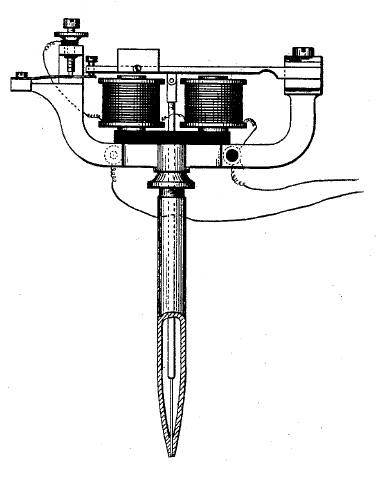
(en) Brevet U.S. 196747, Stylo électrique.
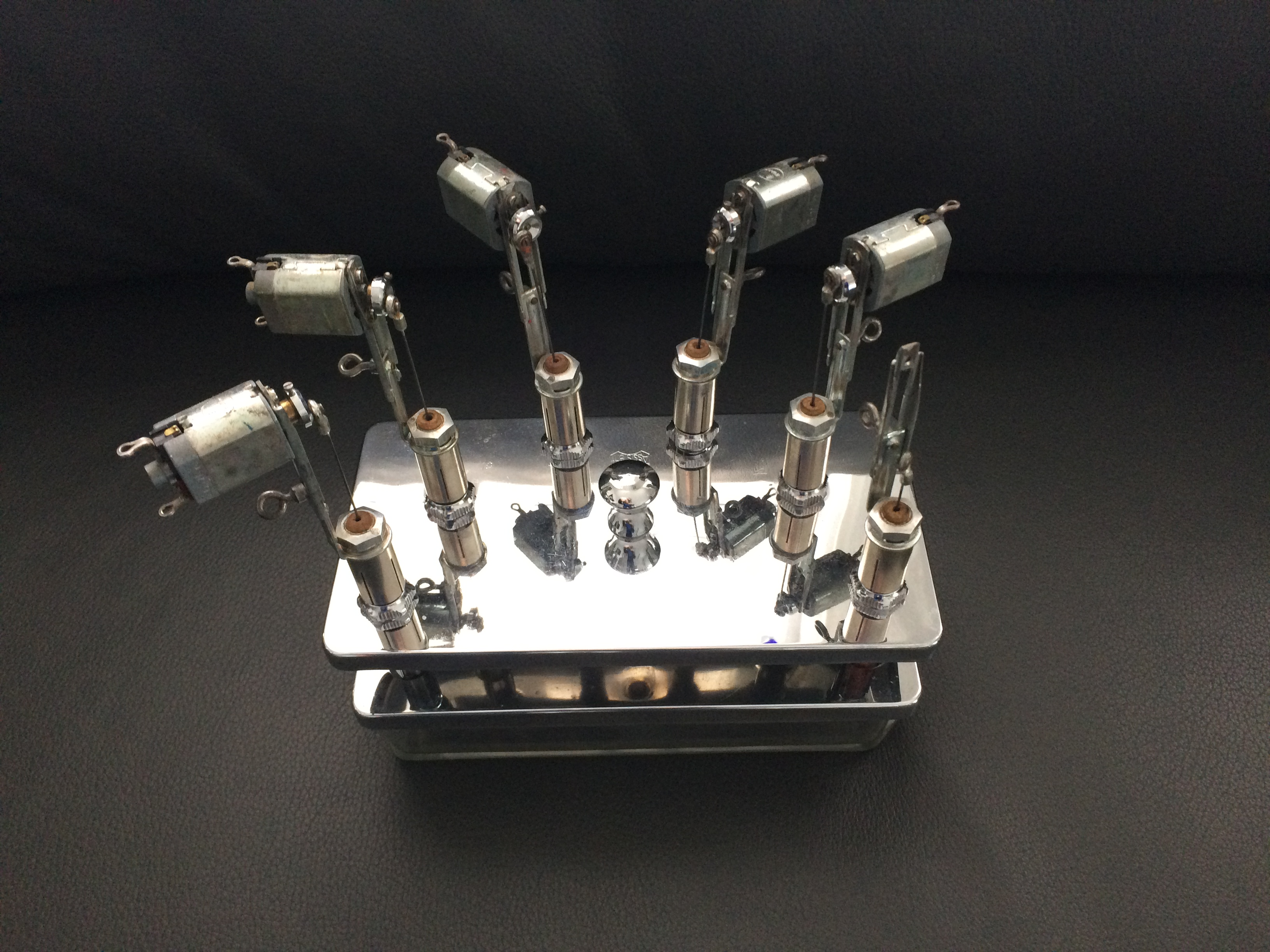
Set inventé par Manfred Kohrs en 1978.
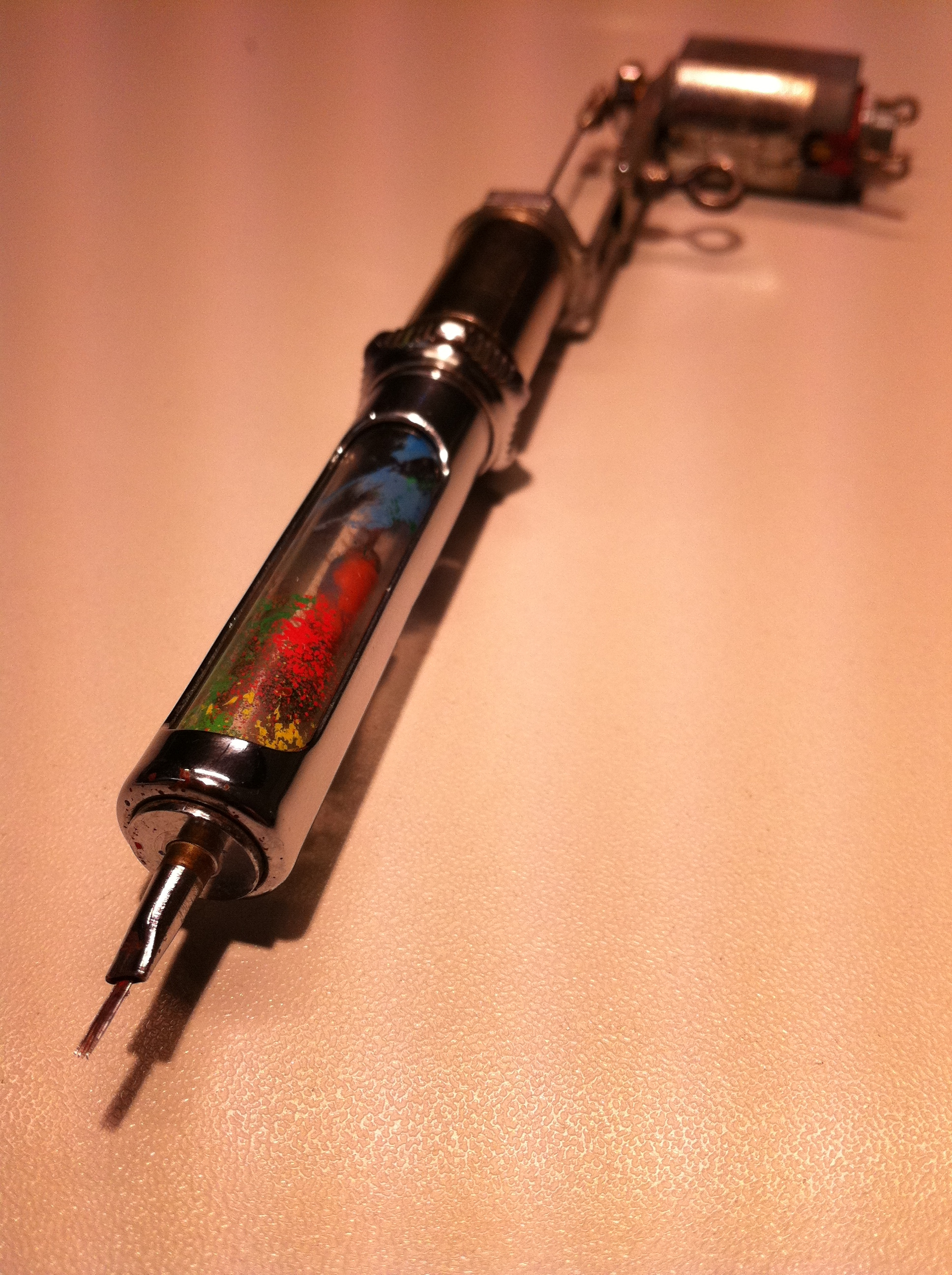
Stylo de tatouage par Manfred Kohrs, 1978.